# 皇明經世文編
《明經世文編》原名《皇明經世文編》，專輯明代以來奏疏有關國事者。由陳子龍、徐孚遠、宋徵壁等選輯，崇禎十一年（1638年）定稿，凡五百卷，補遺四卷。
《明經世文編》共收428家、奏疏文章3300餘篇。本書刊行之時，明朝已接近亡國，在清代又列為禁書，故很少流傳。清朝有賀長齡《皇朝經世文編》、葛士濬《皇朝經世文續編》、盛康《皇朝經世文續編》、陳忠倚《皇朝經世文三編》 、麥仲華《皇朝經世文新編》 、邵之棠《皇朝經世文統編》很明顯都是仿《明經世文編》的續作。